# Zemplén György
Zemplén György OCist (Hannoversch Münden, 1905. augusztus 1. – Budapest, 1973. március 29.) ciszterci szerzetes, római katolikus pap, esztergomi segédpüspök.

## Pályafutása
Középiskola tanulmányait a budapesti és az egri ciszterci gimnáziumban végezte. A 25. sz. Szent Imre cserkészcsapat alapító tagja (1920). 1921-ben belépett a ciszterci rendbe. Rómában avatták bölcsészdoktorrá 1928-ban és szentelték pappá 1929-ben.
1931-ben teológiai doktori címet szerzett, majd a rend zirci főiskoláján oktatott bölcseletet. 1946-tól a budapesti tudományegyetem magántanára, az I. sz. bölcseleti tanszéken ny. r. tanár volt. Ezt követően a ciszterci tanárképző főiskola igazgatója, majd 1952-től a római katolikus hittudományi akadémián az erkölcstan tanára lett. Az újranyitás után, 1965-től 1968-ig a római Pápai Magyar Intézet rektora, majd a budapesti központi szeminárium rektora volt. Bizonyíthatóan a Belügyminisztérium ügynöke volt Wittman Karl és Jánosi Zoltán fedőnéven.
Tagja volt az Aquinói Szent Tamás Társaságnak és a Szent István Akadémiának, választmányi tagja a Magyar Filozófiai Társaságnak és a Magyar Pszichológiai Társaságnak.

### Püspöki pályafutása
1969-ben esztergomi segédpüspökké nevezték ki. Ijjas József kalocsai érsek szentelte püspökké 1969. február 12-én.

## Családja
Apja Zemplén Győző fizikus, testvére M. Zemplén Jolán fizikus.

## Művei
Számos filozófiai és erkölcstani könyve, illetve tanulmánya jelent meg.
- Karakterológia és szenttamási etika (Vác, 1939)
- Metafizika és értékelmélet (Bp., 1942)
- Jellem és sors a modern karakterológiában (Veszprém, 1943)
- Teologia moralis (Bp., 1949; többször kiadott jegyzet).[3]